# قصر أم قرون
قصر أم قرون أو قلعة أم القرون موقع تاريخي عراقي في مقاطعة الشبكة رقم 1 في ناحية الشبكة في محافظة النجف في بادية العراق، كان نُزلاً بني في العصر العباسي لاستراحة قوافل الحجاج القادمين على طريق الكوفة.
أنشأ المبنى على شكل خان يحتوي برجاً مناراً لإرشاد القوافل يطلق عليه اسم منارة أم القرون كما يضم عدداً من الأبار التي تشكل بركتين مائيتين قرب المبنى. يقع المبنى ضمن الحدود الإدارية لمحافظة النجف جنوب العراق.
وهي جزء من طريق الحج البري الذي يسلكه حجاج العراق إلى مكة، والمعروف بدرب زبيدة نسبةً إلى زبيدة بنت جعفر.وقد ذكرها إبن جبير في كتابه الرحلة، وياقوت الحموي في معجم البلدان، وزارها كذلك الرحلة الشهير ابن بطوطة ودونها في كتاب رحلته.
رشح المبنى لقائمة اليونسكو المؤقتة عام 2022.

## الشكل المعماري

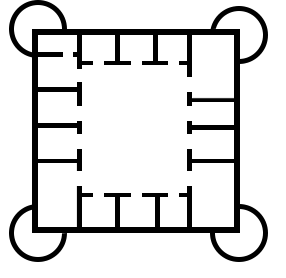
مخطط تقريبي لخان أم قرون

بنت القلعة على شكل مربع طول ضلعه 30 م تحيطه أربعة أبراج وتبعد البركة المائية عنها مسافة 80 متراً وقربها بئرين يبعد الأول عن القلعة حوالي 70 متراً والآخر حوالي 200 م.
استخدم التخطيط منتظم الشكل في بناء القلعة، حيث الابراج تبنى بشكل نصف دائري ممتد، وتشبه في طرازها المعماري حصن الفرما في مصر.
واستخدم هذا النمط المعماري في معظم خانات وقصور درب زبيدة.

## تسمية
توجد العديد من المواقع الأثرية العراقية التي سميت ب(أم القرون) ، ومنها منارة أم القرون والمنارة الموقدة، وقنطرة أم قرون، وغيرها من الهياكل الأثرية، ويعتقد أن السبب في ذلك يعود إلى الزخارف التي تحتويها والتي تشبه القرون، أول بسبب شكل المآذن التي تبدو بتلك الهيئة للمشاهد من بعيد.